# Correção de pitch
A correção de pitch é uma unidade de efeito eletrônico ou software de áudio que altera a entonação (altura ou profundidade do tom) de um sinal de áudio, para que todos os tons sejam notas do sistema temperado igualmente (ou seja, como os tons em um piano). Dispositivos de correção de pitch fazem isso sem afetar outros aspectos do som. A correção de pitch primeiro detecta o tom de um sinal de áudio (usando um algoritmo de detecção de tom em tempo real), calcula a alteração desejada e modifica o sinal de áudio de acordo. O uso mais difundido de dispositivos de correção de pitch é na música popular ocidental em linhas vocais.

## História
Antes da invenção da correção de pitch, erros na entonação vocal em gravações só podiam ser corrigidos regravando toda a música (na era inicial da gravação) ou, após o desenvolvimento da gravação multicanal, gravando novamente as notas ou seções específicas em que havia desafinação. No final dos anos 70, engenheiros estavam corrigindo partes usando o Eventide Harmonizer. Antes do desenvolvimento de dispositivos eletrônicos de correção de pitch, não havia maneira de fazer correções em "tempo real" em uma performance vocal ao vivo em um concerto (embora a sincronia labial tenha sido usado em alguns casos em que um artista não era capaz de cantar adequadamente em apresentações ao vivo).
A correção de pitch era relativamente incomum antes de 1997, quando o Plug-In de Correção de Tom Auto-Tune da Antares Audio Technology foi introduzido. Isso substituiu técnicas de estúdio lentas por um processo em tempo real que também poderia ser usado em apresentações ao vivo.
O Auto-Tune ainda é amplamente utilizado, assim como outros algoritmos de correção de pitch, incluindo o Direct Note Access da Celemony, que permite ajustar notas individuais em um sinal de áudio polifônico, e o Melodyne da Celemony. A correção de pitch agora é um recurso comum em softwares de edição de áudio digital, tendo aparecido pela primeira vez como um plug-in do Pro Tools e agora sendo encontrada em produtos como o GarageBand, Logic Pro, Adobe Audition, FL Studio, Digital Performer e Steinberg Cubase. O MorphTune também oferece essa funcionalidade.
Também está disponível na forma de hardware montado em rack, como o TC-Helicon VoiceOne. Existe também um grande pedal stompbox que fornece correção de pitch em um dispositivo pequeno que pode ser usado em um show, conectando o microfone vocal ao pedal e enviando o sinal ao sistema de PA. Um plugin VST gratuito conhecido como GSnap também pode ser usado para obter o mesmo efeito. Na comunidade de software livre e de código aberto (FOSS) do Linux, o Autotalent e o Zita-AT1 oferecem essa funcionalidade.

## Usos

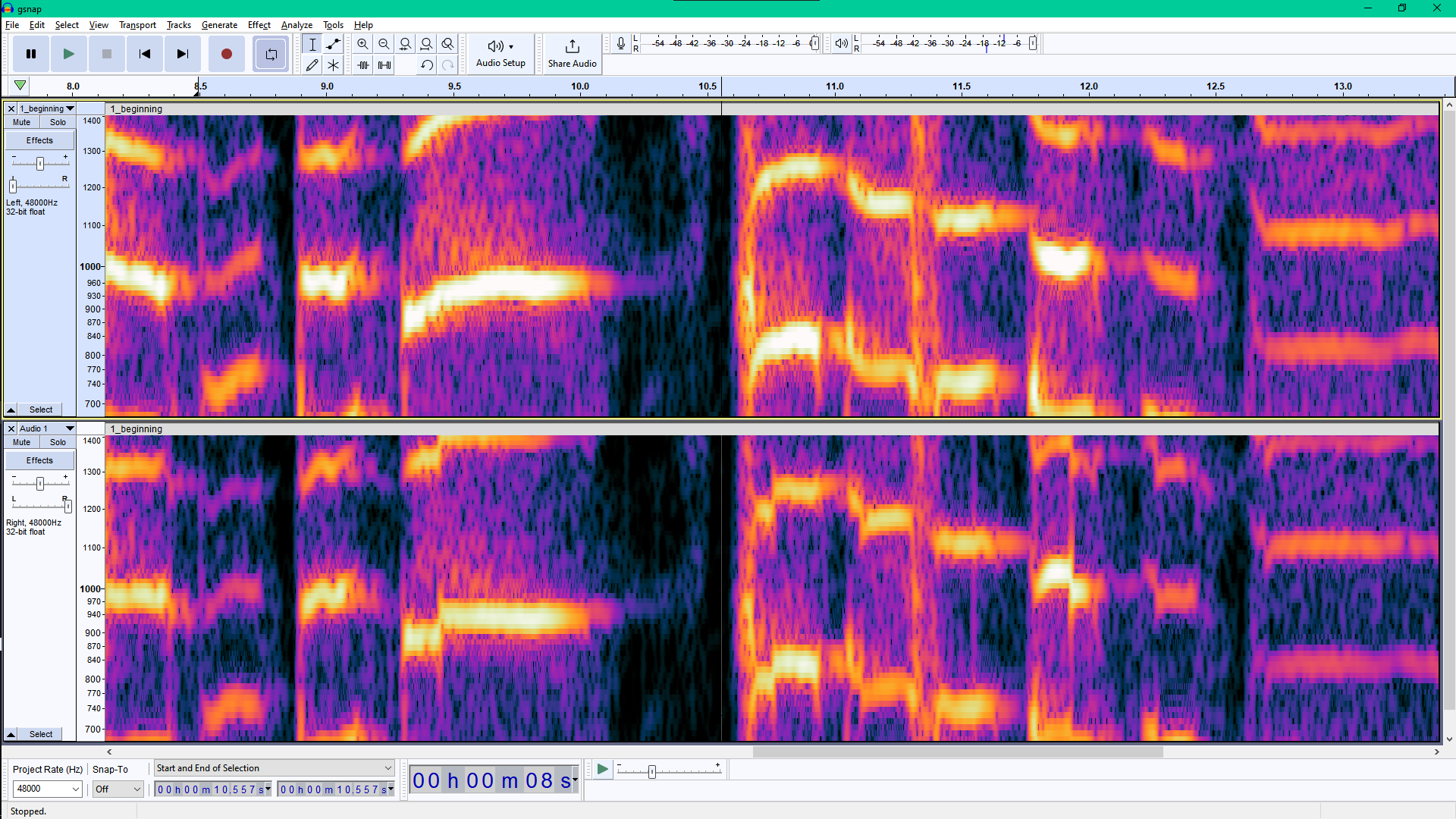
Captura de tela do Audacity mostrando espectrogramas de um trecho de áudio com portamento (painel superior) e o mesmo trecho após aplicar correção de afinação, mostrando frequências fixadas em valores discretos (painel inferior)

### Correção de pitch
O uso mais comum de corretor de tom é para corrigir a entonação incorreta (afinação) de notas cantadas por vocalistas em gravações de música popular. O uso de correção de pitch acelera o processo de gravação, porque os cantores não precisam continuar cantando uma música ou linha vocal e regravando-a até que as notas estejam corretas. O software de correção de pitch pode corrigir quaisquer erros de afinação no canto sem a necessidade de overdubbing ou regravação.
Enquanto a correção de afinação é mais associada à correção de erros de entonação vocal, ela também pode ser usada para corrigir a entonação em partes instrumentais gravadas, como violino, violoncelo ou trompete.

### Harmonia vocal e vibrato
Os corretos de tom são comumente usados em estúdios de música para adicionar o som de harmonia vocal a certas palavras ou frases cantadas sem regravar essas linhas novamente nas notas necessárias ou usando backing vocals. Dependendo do modelo utilizado, vários efeitos vocais podem ser adicionados e os dispositivos de melhor qualidade podem ser ajustados para permitir que a expressão permaneça na música. Alguns corretos de tom podem adicionar vibrato.

### Efeitos extremos
Embora os dispositivos de correção de pitch tenham sido inicialmente projetados para produzir efeitos com som natural, os produtores descobriram que, ajustando valores de parâmetros extremos, efeitos incomuns poderiam ser obtidos. Os dispositivos de correção de pitch se tornaram populares no final dos anos 90 como um efeito vocal eletrônico distintivo semelhante a um vocoder. Um exemplo notável de correção de pitch baseada em Auto-Tune é o efeito Cher, assim chamado porque o produtor Mark Taylor originou o efeito em seu sucesso de 1998 "Believe". O efeito tem sido usado pelo compositor John Boswell para suas mash-ups Symphony of Science e Symphony of Bang Goes The Theory (um programa de ciência da BBC). O rapper americano T-Pain é conhecido por seu habilidoso uso desse efeito.

## Críticas
Uma crítica ao correção de pitch é que ele permite que engenheiros de gravação criem uma performance perfeitamente afinada a partir de um vocalista que de outra forma não seria habilidoso o suficiente para fazê-lo, adicionando um grau de desonestidade à música. Esse conceito foi apresentado em um episódio de 2001 de Os Simpsons, intitulado "New Kids on the Blecch". No episódio, uma representação em desenho animado de uma correção de pitch (rotulado como "Studio Magic") foi usada para compensar a falta total de talento vocal em uma boy band fabricada, da qual Bart Simpson era membro.
Em 2003, Allison Moorer começou a colocar adesivos em seu álbum de 2002 Miss Fortune com a frase "Absolutely no vocal tuning or pitch-correction was used in the making of this record." (Absolutamente nenhuma afinação vocal ou correção de afinação foi usada na produção deste disco).
Um relatório do Chicago Tribune de 2003 afirmou que "muitos artistas mainstream bem-sucedidos em quase todos os gêneros musicais - talvez a maioria dos artistas - estão usando correção de afinação". Timothy Powell, um produtor / engenheiro, afirmou em 2003 que ele "até mesmo está começando a ver dispositivos de afinação vocal em configurações de concerto"; ele afirma que "isso é mais um dilema ético - as pessoas pagam um preço premium para ver artistas e os artistas querem que as pessoas os vejam no seu melhor".
Em 2010, o produtor Teddy Riley afirmou que o processamento da voz de Michael Jackson com o Melodyne fez com que os fãs questionassem a autenticidade da voz no álbum póstumo Michael. Riley afirmou que, como ele não tinha um "vocal final" de Jackson, o Melodyne teve que ser usado "para fazer sua voz funcionar com a música real", "para colocá-lo na tonalidade correta" e isso resultou no vibrato soando "um pouco fora" ou "super processado".